# Montrevel (Isèra)
Montrevel és un municipi francès situat al departament de la Isèra i a la regió d'Alvèrnia-Roine-Alps. L'any 2007 tenia 452 habitants.

## Demografia

### Població
El 2007 la població de fet de Montrevel era de 452 persones. Hi havia 156 famílies de les quals 23 eren unipersonals (23 dones vivint soles i 23 dones vivint soles), 47 parelles sense fills, 82 parelles amb fills i 4 famílies monoparentals amb fills.
La població ha evolucionat segons el següent gràfic:
Habitants censats

### Habitatges
El 2007 hi havia 177 habitatges, 162 eren l'habitatge principal de la família, 9 eren segones residències i 5 estaven desocupats. 167 eren cases i 10 eren apartaments. Dels 162 habitatges principals, 140 estaven ocupats pels seus propietaris, 21 estaven llogats i ocupats pels llogaters i 1 estava cedit a títol gratuït; 5 tenien dues cambres, 18 en tenien tres, 46 en tenien quatre i 93 en tenien cinc o més. 135 habitatges disposaven pel capbaix d'una plaça de pàrquing. A 53 habitatges hi havia un automòbil i a 100 n'hi havia dos o més.

### Piràmide de població
La piràmide de població per edats i sexe el 2009 era:
| Homes | Edats   | Dones |
| ----- | ------- | ----- |
| 0     | 95 o +  | 0     |
| 0     | 90 a 94 | 0     |
| 0     | 85 a 89 | 8     |
| 8     | 80 a 84 | 4     |
| 4     | 75 a 79 | 8     |
| 4     | 70 a 74 | 4     |
| 4     | 65 a 69 | 8     |
| 4     | 60 a 64 | 4     |
| 16    | 55 a 59 | 8     |
| 4     | 50 a 54 | 16    |
| 12    | 45 a 49 | 8     |
| 8     | 40 a 44 | 8     |
| 24    | 35 a 39 | 16    |
| 20    | 30 a 34 | 12    |
| 4     | 25 a 29 | 16    |
| 0     | 20 a 24 | 8     |
| 8     | 15 a 19 | 20    |
| 16    | 10 a 14 | 4     |
| 36    | 5 a 9   | 8     |
| 12    | 0 a 4   | 12    |

## Economia
El 2007 la població en edat de treballar era de 292 persones, 235 eren actives i 57 eren inactives. De les 235 persones actives 221 estaven ocupades (120 homes i 101 dones) i 15 estaven aturades (6 homes i 9 dones). De les 57 persones inactives 17 estaven jubilades, 20 estaven estudiant i 20 estaven classificades com a «altres inactius».

### Ingressos
El 2009 a Montrevel hi havia 163 unitats fiscals que integraven 466,5 persones, la mediana anual d'ingressos fiscals per persona era de 18.370 €.

### Activitats econòmiques
Dels 19 establiments que hi havia el 2007, 3 eren d'empreses de fabricació d'altres productes industrials, 8 d'empreses de construcció, 3 d'empreses de comerç i reparació d'automòbils, 2 d'empreses d'hostatgeria i restauració, 2 d'empreses de serveis i 1 d'una empresa classificada com a «altres activitats de serveis».
Dels 6 establiments de servei als particulars que hi havia el 2009, 1 era un taller de reparació d'automòbils i de material agrícola, 2 fusteries, 2 lampisteries i 1 restaurant.
L'any 2000 a Montrevel hi havia 4 explotacions agrícoles.

## Equipaments sanitaris i escolars
El 2009 hi havia una escola elemental.

## Poblacions més properes
El següent diagrama mostra les poblacions més properes.